# 인천의 중국 조계

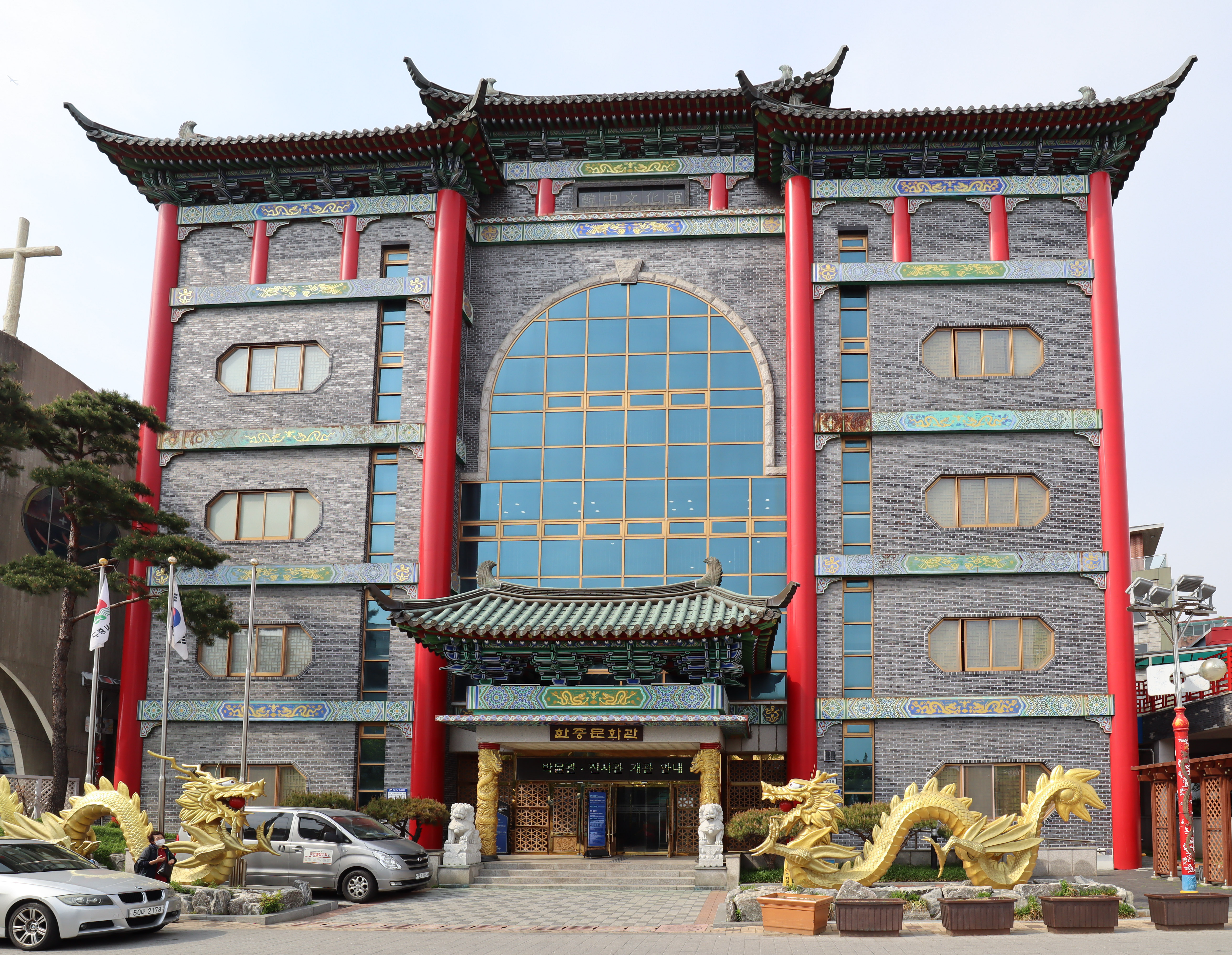
인천의 한중문화관 (2023년)

인천의 중국 조계(영어: Chinese concession of Incheon)는 조선에 대한 청나라의 조계 중 하나였다. 인천의 중국 조계는 현재 대한민국의 도시인 인천에 1884년부터 1895년까지 존속했었다. 1895년에 청일 전쟁에서 청나라가 패배한 후 조계는 공식적으로 폐지되었지만, 현재의 인천 차이나타운으로 발전하게 되었다.

## 같이 보기
- 임오군란
- 조청상민수륙무역장정
- 조계
- 중국의 외국 조계
- 책봉체제
- 중국의 팽창주의
- 인천 차이나타운